# Teluk Wondama
Teluk Wondama ist ein indonesischer Regierungsbezirk (Kabupaten) in der indonesischen Provinz Papua Barat auf der Insel Neuguinea. Stand 2020 leben hier circa 44.500 Menschen. Der Regierungssitz des Kabupaten Teluk Wondama ist das Dorf Rasiei.

## Geographie
| Distrikt Distrik | Dörfer Kampung/ Kelurahan |
| ---------------- | ------------------------- |
| Kuri Wamesa      | 6                         |
| Naikere          | 6                         |
| Nikiwar          | 5                         |
| Rasiey           | 9                         |
| Roon             | 7                         |
| Roswar           | 3                         |
| Rumberpon        | 7                         |
| Soug Jaya        | 5                         |
| Teluk Duairi     | 4                         |
| Wamesa           | 5                         |
| Wasior           | 10                        |
| Windesi          | 5                         |
| Wondiboy         | 4                         |

Teluk Wondama liegt im Osten der Provinz Papua Barat. Der größte Teil des Regierungsbezirk liegt auf der Bomberai-Halbinsel, ein kleiner Teil aber auch auf der Vogelkophalbinsel und auf der Landenge zwischen den beiden Halbinseln. Es grenzt im Westen an die Regierungsbezirke Manokwari Selatan, Teluk Bintuni und Kaimana. Im Osten wird es vom Meer abgegrenzt und im Südosten reicht es an die Provinz Papua. Administrativ unterteilt sich Teluk Wondama in 13 Distrikte (Distrik) mit 70 Dörfern (Kampung) und 1 Kelurahan.

## Einwohner
2020 lebten in Teluk Wondama 44.515 Menschen. Die Bevölkerungsdichte beträgt 53 Personen pro Quadratkilometer.